# St. Maria, Hilfe der Christen (Waldangelloch)

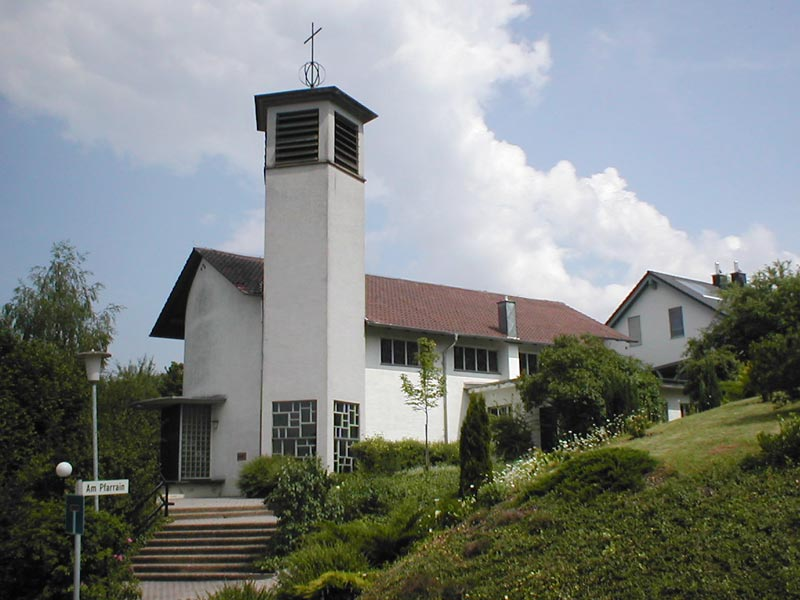
Kath. Kirche St. Maria, Hilfe der Christen in Waldangelloch

Die katholische Kirche St. Maria, Hilfe der Christen in Waldangelloch, einem Stadtteil der Großen Kreisstadt Sinsheim im Rhein-Neckar-Kreis im nördlichen Baden-Württemberg, wurde 1959/60 für die durch den Zuzug von Vertriebenen angewachsene katholische Gemeinde des Ortes erbaut.

## Geschichte
Nachdem es vor dem Zweiten Weltkrieg nur etwa 30 Katholiken in Waldangelloch gegeben hatte, bildete sich ab 1946 durch den Zuzug von Vertriebenen und Flüchtlingen eine größere katholische Gemeinde, die anfangs von dem ebenfalls heimatvertriebenen Pfarrer Franz Greszl aus der Pfarrei Eichtersheim betreut wurde. Auf Greszl folgten Patres der Abtei Grüssau, die katholische Gottesdienste in der Schule und im Bürgersaal des Rathauses feierten. 1950 gab es unter 1250 Einwohnern 324 Katholiken. Zur Unterbringung der Neubürger wurde im Nordwesten des Ortes ein großes Neubaugebiet erschlossen. Anfang 1954 erwogen die Katholiken den Umbau einer alten, massiv gemauerten Zehntscheune in der Ortsmitte zur Kirche. Als der Erwerb der Scheune nicht gelang, arrangierte die Pfälzer Katholische Kirchenschaffnei einen Grundstückstausch mit der Evangelischen Pflege Schönau und stellte der katholischen Gemeinde das eingetauschte Grundstück am westlichen Ortsausgang zur Bebauung zur Verfügung. Die Kirche wurde ab 1959 errichtet und 1961 geweiht.
Bei der Kirche handelt es sich um einen einfachen Saalbau mit Satteldach und seitlich angebautem Glockenturm und Sakristei.

## Glocken
Die drei Bronzeglocken der Kirche wurden 1961 bei Schilling in Heidelberg bestellt und 1963 gegossen. Die größte der Glocken hat den Schlagton h‘, einen Durchmesser von 79,1 cm und ein Gewicht von 315 kg. Ihre Inschrift lautet MARIA, HILFE DER CHRISTEN AUF DICH VERTRAUEN WIR. ANNO DOMINI 1963. Die mittlere Glocke hat den Schlagton d‘‘, einen Durchmesser von 68,3 cm und ein Gewicht von 210 kg. Ihre Inschrift lautet HL. KOENIG STEPHANUS: WENN GOTT MIT UNS WER IST WIDER UNS! Die kleine Glocke hat den Schlagton e‘‘, einen Durchmesser von 60,4 cm und ein Gewicht von 141 kg. Ihre Inschrift lautet HL. KLEMENS MARIA HOFBAUER: FÜHRE UNS AUS DER HEIMATLOSIGKEIT IN DIE EWIGE HEIMAT.